# Willow Koerber
Willow Koerber, née le 12 décembre 1977 à Asheville, est une coureuse cycliste américaine en VTT cross-country. Elle arrête la compétition en 2012.

## Palmarès

### Championnat du monde de VTT
- 2009 Canberra
  -  Médaillée de bronze de cross-country
- 2010 Mont-Sainte-Anne
  -  Médaillée de bronze de cross-country

### Coupe du monde de VTT
- Coupe du monde de cross-country 
  - 2007 : 6e du classement général
  - 2010 : 2e du classement général

### Championnats nationaux
- 2005
  -  3e du championnat des États-Unis de cross country
- 2007
  -  3e du championnat des États-Unis de cross country
- 2009
  -  2e du championnat des États-Unis de cross country
- 2010
  -  3e du championnat des États-Unis de cross country